# Rianne Letschert

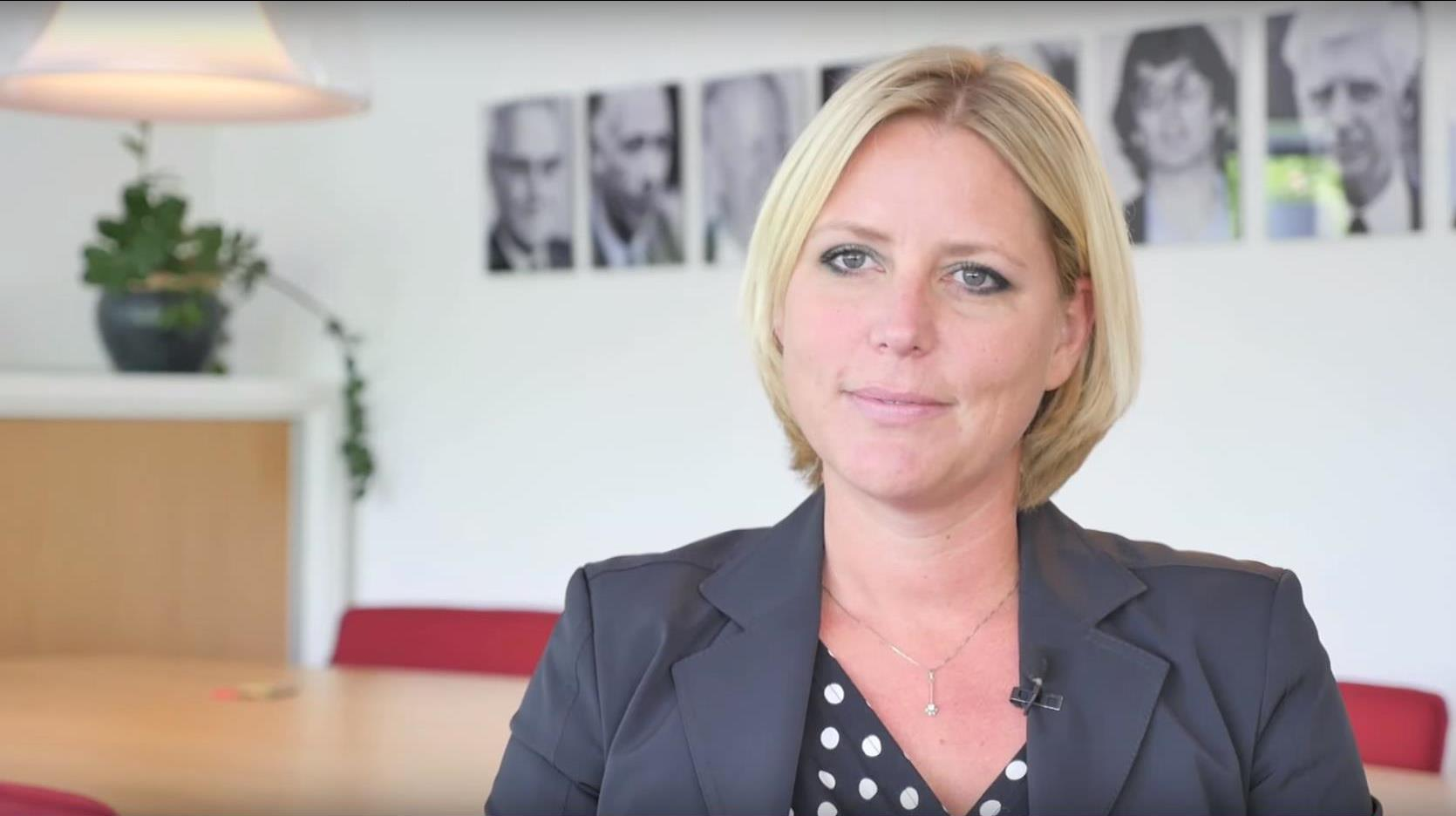
Rianne Letschert (2015)

Rianne Monique Letschert (* 13. September 1976 in Doetinchem) ist eine niederländische Rechtswissenschaftlerin und seit 2021 Präsidentin der Universität Maastricht.

## Leben und Wirken
Letschert studierte ab 1995 Rechtswissenschaften an der Universität Tilburg. Nach Semestern an den Universitäten Amsterdam und Montpellier machte sie 2000 in Tilburg ihren Abschluss. 2005 wurde sie in Tilburg mit der englischsprachigen menschenrechtlichen Arbeit The impact of minority rights mechanisms zur Dr. iur. promoviert. Ab 2011 hatte sie an der Universität Tilburg den damals neu geschaffenen Lehrstuhl für Viktimologie und internationales Recht inne. 2012 wurde sie Mitglied der De Jonge Akademie der Königlich Niederländischen Akademie der Wissenschaften, in deren Vorstand sie 2015 berufen wurde. Im September 2016 wurde Letschert als Rektorin an die Universität Maastricht berufen; seit 1. November 2021 amtiert sie als Präsidentin dieser Universität. Ihre Forschungsschwerpunkte liegen vor allem im internationalen Menschenrechts- und Opferschutzrecht, vor allem im Strafprozess.
2017 wurde sie zum Mitglied der Academia Europaea gewählt.
Letschert war verheiratet und ist Mutter von zwei Kindern.